# Circonscription du Kamtchatka
La circonscription du Kamtchatka (n°45) est une circonscription législative russe couvrant l'intégralité du kraï du Kamtchatka. La circonscription couvrait à l'origine tout le territoire de l'oblast du Kamtchatka, mais après la fusion de l'oblast du Kamtchatka avec le district autonome des Koriaks en 2007, la circonscription du Kamtchatka a absorbé l'intégralité de la circonscription des Koriaks.
En 2021, il y avait 227 934 personnes inscrites sur les listes électorales.

## Membres élus
| Élection | Élection | Membre                                                                                    | Parti                                                                                     |
| -------- | -------- | ----------------------------------------------------------------------------------------- | ----------------------------------------------------------------------------------------- |
|          | 1993     | Aivars Lezdiņš                                                                            | Indépendant                                                                               |
|          | 1995     | Mikhaïl Mikhaïlovitch Zadornov                                                            | Iabloko                                                                                   |
|          | 1998     | Aleksandr Zaverioukha                                                                     | Indépendant                                                                               |
|          | 1999     | Une élection partielle a été prévu après que le vote contre tous ait reçu le plus de voix | Une élection partielle a été prévu après que le vote contre tous ait reçu le plus de voix |
|          | 2000     | Valery Doroguine                                                                          | Indépendant                                                                               |
|          | 2003     | Viktor Zavarzine                                                                          | Indépendant                                                                               |
| 2007     | 2007     | Représentation proportionnelle - pas d'élection par circonscription                       | Représentation proportionnelle - pas d'élection par circonscription                       |
| 2011     |          | Représentation proportionnelle - pas d'élection par circonscription                       | Représentation proportionnelle - pas d'élection par circonscription                       |
|          | 2016     | Konstantine Slychtchenko                                                                  | Russie unie                                                                               |
|          | 2021     | Irina Iarovaïa                                                                            | Russie unie                                                                               |

## Résultats des élections

### 1993
| Candidat | Candidat       | Parti       | Votes   | %      |
| -------- | -------------- | ----------- | ------- | ------ |
|          | Aivars Lezdiņš | Indépendant | 34 222  | 27,58% |
|          | Sergueï Charov | Indépendant | -       | 17,30% |
|          |                |             |         |        |
| Total    | Total          | Total       | 124 064 | 100%   |
|          |                |             |         |        |
| Source:  | Source:        | Source:     | Source: | [ 4 ]  |

### 1995
| Candidat | Candidat                       | Parti              | Votes   | %      |
| -------- | ------------------------------ | ------------------ | ------- | ------ |
|          | Mikhaïl Mikhaïlovitch Zadornov | Iabloko            | 36 892  | 22,28% |
|          | Boris Oleynikov                | Indépendant        | 23 955  | 14,47% |
|          | Nina Solodiakova               | Indépendant        | 20 261  | 12,24% |
|          | Iekaterina Temchura            | Indépendant        | 19 486  | 11,77% |
|          | Lioudmila Grigorieva           | Indépendant        | 13 146  | 7,94%  |
|          | Vladimir Korneïev              | LDPR               | 8 165   | 4,93%  |
|          | Igor Belozertsev               | Indépendant        | 8 020   | 4,84%  |
|          | Viktor Erchov                  | Indépendant        | 7 474   | 4,51%  |
|          | Sergueï Grichine               | Indépendant        | 6 119   | 3,70%  |
|          | Iouri Ieytigon                 | En avant, Russie ! | 2 635   | 1,59%  |
|          | Valery Garnovski               | Indépendant        | 1 741   | 1,05%  |
|          | contre tous                    | contre tous        | 15 262  | 9,22%  |
|          |                                |                    |         |        |
| Total    | Total                          | Total              | 165 578 | 100%   |
|          |                                |                    |         |        |
| Source:  | Source:                        | Source:            | Source: | [ 5 ]  |

### 1998
| Candidat | Candidat               | Parti       | Votes   | %      |
| -------- | ---------------------- | ----------- | ------- | ------ |
|          | Aleksandr Zaverioukha  | Indépendant | 16 092  | 20,17% |
|          | Vladislav Chved        | Indépendant | 14 213  | 17,81% |
|          | Iouri Golenichtchev    | Indépendant | 10 803  | 13,54% |
|          | Vladimir Oboukhov      | Indépendant | 5 233   | 6,56%  |
|          | Olga Sopova            | Indépendant | 4 751   | 5,95%  |
|          | Kantemir Karamzine     | Indépendant | 3 468   | 4,35%  |
|          | Vadim Maksimov         | Indépendant | 3 024   | 3,79%  |
|          | Viatcheslav Lazarchouk | Indépendant | 2 131   | 2,67%  |
|          | Piotr Ivanov           | Indépendant | 1 567   | 1,96%  |
|          | contre tous            | contre tous | 16 054  | 20,12% |
|          |                        |             |         |        |
| Total    | Total                  | Total       | 57 958  | 100%   |
|          |                        |             |         |        |
| Source:  | Source:                | Source:     | Source: | [ 6 ]  |

### 1999
Une élection partielle a été programmée après que la ligne Contre tout ait reçu le plus de voix.
| Candidat | Candidat              | Parti                    | Votes   | %      |
| -------- | --------------------- | ------------------------ | ------- | ------ |
|          | Iouri Golenichtchev   | KPRF                     | 22 022  | 14,41% |
|          | Vladimir Boltenko     | Indépendant              | 21 958  | 14,37% |
|          | Valery Doroguine      | Patrie – Toute la Russie | 19 451  | 12,73% |
|          | Irina Iarovaïa        | Iabloko                  | 16 695  | 10,93% |
|          | Valery Kim            | Indépendant              | 6 360   | 4,16%  |
|          | Viktor Ierchov        | Indépendant              | 5 978   | 3,91%  |
|          | Olga Tchirkova        | Indépendant              | 5 224   | 3,42%  |
|          | Sergueï Pavlov        | Indépendant              | 5 153   | 3,37%  |
|          | Aleksandr Poukalo     | Indépendant              | 4 870   | 3,19%  |
|          | Kantemir Karamzine    | Indépendant              | 4 538   | 2,97%  |
|          | Vladislav Chved       | Indépendant              | 3 703   | 2,42%  |
|          | Vladimir Semtchev     | Indépendant              | 3 563   | 2,33%  |
|          | Ivan Dankoulinets     | Indépendant              | 3 230   | 2,11%  |
|          | Alexeï Gourkine       | Indépendant              | 1 782   | 1,17%  |
|          | Aleksandr Bikboulatov | Indépendant              | 1 493   | 0,98%  |
|          | Valery Zimnoukhov     | Patrimoine spirituel     | 311     | 0,20%  |
|          | Pavel Moukhortov      | Indépendant              | 214     | 0,14%  |
|          | contre tous           | contre tous              | 24 163  | 15,81% |
|          |                       |                          |         |        |
| Total    | Total                 | Total                    | 152 805 | 100%   |
|          |                       |                          |         |        |
| Source:  | Source:               | Source:                  | Source: | [ 7 ]  |

### 2000
| Candidat | Candidat              | Parti       | Votes   | %      |
| -------- | --------------------- | ----------- | ------- | ------ |
|          | Valery Doroguine      | Indépendant | 45 693  | 27,60% |
|          | Iouri Golenichtchev   | Indépendant | 33 215  | 20,06% |
|          | Vladimir Boltenko     | Indépendant | 32 367  | 19,55% |
|          | Irina Iarovaïa        | Indépendant | 15 987  | 9,66%  |
|          | Alexeï Kazantsev      | Indépendant | 5 925   | 3,58%  |
|          | Nikolaï Peguine       | Indépendant | 4 539   | 2,74%  |
|          | Viatcheslav Koroteïev | Indépendant | 1 737   | 1,05%  |
|          | Anatoly Ababko        | Indépendant | 743     | 0,45%  |
|          | contre tous           | contre tous | 23 028  | 13,91% |
|          |                       |             |         |        |
| Total    | Total                 | Total       | 165 543 | 100%   |
|          |                       |             |         |        |
| Source:  | Source:               | Source:     | Source: | [ 8 ]  |

### 2003
| Candidat | Candidat                   | Parti                         | Votes   | %      |
| -------- | -------------------------- | ----------------------------- | ------- | ------ |
|          | Viktor Zavarzine           | Indépendant                   | 33 713  | 24,88% |
|          | Valery Doroguine (sortant) | Grande Union Russie-Eurasie   | 31 841  | 23,50% |
|          | Irina Iarovaïa             | Iabloko                       | 27 548  | 20,33% |
|          | Viktor Kravtchenko         | Indépendant                   | 7 395   | 5,46%  |
|          | Sviatoslav Tchaïka         | Indépendant                   | 5 190   | 3,83%  |
|          | Mikhaïl Ekimov             | LDPR                          | 4 383   | 3,23%  |
|          | Dmitri Bobrovskikh         | Parti russe unifié de la Rus' | 2 933   | 2,16%  |
|          | Aleksandr Nikitine         | Parti agrarien de Russie      | 2 270   | 1,68%  |
|          | Vladimir Tchaïka           | Indépendant                   | 2 181   | 1,61%  |
|          | Nadejda Balyulina          | Parti conceptuel « Unité »    | 1 797   | 1,33%  |
|          | Vladimir Choumanine        | Indépendant                   | 1 633   | 1,21%  |
|          | contre tous                | contre tous                   | 13 572  | 10,02% |
|          |                            |                               |         |        |
| Total    | Total                      | Total                         | 135 639 | 100%   |
|          |                            |                               |         |        |
| Source:  | Source:                    | Source:                       | Source: | [ 9 ]  |

### 2016
| Candidat | Candidat                 | Parti                 | Votes   | %      |
| -------- | ------------------------ | --------------------- | ------- | ------ |
|          | Konstantine Slychtchenko | Russie unie           | 35 322  | 38,35% |
|          | Valery Kalachnikov       | LDPR                  | 19 929  | 21,64% |
|          | Mikhaïl Smagine          | KPRF                  | 10 028  | 10,89% |
|          | Mikhaïl Machkovtsev      | Communistes de Russie | 9 747   | 10,58% |
|          | Mikhaïl Poutchkovski     | Russie juste          | 7 219   | 7,84%  |
|          | Vladimir Elchaparov      | Iabloko               | 3 000   | 3,26%  |
|          |                          |                       |         |        |
| Total    | Total                    | Total                 | 92 094  | 100%   |
|          |                          |                       |         |        |
| Source:  | Source:                  | Source:               | Source: | [ 10 ] |

### 2021
| Candidat | Candidat            | Parti               | Votes   | %      |
| -------- | ------------------- | ------------------- | ------- | ------ |
|          | Irina Iarovaïa      | Russie unie         | 37 070  | 40,43% |
|          | Romain Litvinov     | KPRF                | 17 470  | 19,05% |
|          | Valery Kalachnikov  | LDPR                | 10 589  | 11,55% |
|          | Iekaterina Zaïtseva | Nouvelles personnes | 9 728   | 10,61% |
|          | Dmitri Bobrovskikh  | Russie juste        | 8 584   | 9,36%  |
|          | Viktor Khomiakov    | RPPSS               | 3 878   | 4,23%  |
|          |                     |                     |         |        |
| Total    | Total               | Total               | 91 692  | 100%   |
|          |                     |                     |         |        |
| Source:  | Source:             | Source:             | Source: | [ 11 ] |